# 1275 Cimbria
Cimbria (asteróide 1275) é um asteróide da cintura principal com um diâmetro de 28,65 quilómetros, a 2,2279121 UA. Possui uma excentricidade de 0,1685628 e um período orbital de 1 602,13 dias (4,39 anos).
Cimbria tem uma velocidade orbital média de 18,19526721 km/s e uma inclinação de 12,87817º.
Esse asteróide foi descoberto em 30 de Novembro de 1932 por Karl Reinmuth.